# Бородин, Пётр Григорьевич
Пётр Григо́рьевич Бороди́н (23 мая [5 июня] 1905, Екатеринослав — 1986, Ужгород) — советский партийный, военно-политический  и государственный деятель, первый секретарь ЦК КП (б) Молдавии (1940—1942). Участник Великой Отечественной войны, майор.

## Биография
Родился в г. Екатеринослав в семье рабочего-машиниста. По национальности русский. С июня 1923 г. рабочий 8-го участка службы пути. В 1924 г. вступил в ВЛКСМ. С января 1927 г. хронометражист, в сентябре 1928-сентябре 1929 г. техник-строитель Днепропетровского металлургического завода им. Петровского. В мае 1926 года вступил в ВКП(б). С сентября 1929 г. по июнь 1930 г. обучался в Днепропетровском строительном институте по специальности инженер-строитель, после окончания которого научный работник этого института. В 1936 году закончил аспирантуру Днепропетровского инженерно-строительного института. С февраля 1937 г. преподаватель техн. механики Днепропетровского автогенно-сварочного техникума. С июля 1938 г. ответственный организатор ЦК КП(б)У в Киеве. С января по июнь 1939 г. второй секретарь Молдавского обкома КП(б)У. С июня 1939 по июль 1940 1-й секретарь Молдавского обкома КП(б)У. После образования Молдавской ССР с 4 сентября 1940 г. по 7 сентября 1942 г. назначен Первым секретарём ЦК КП(б) Молдавии. С 13 июля 1941 г. в Рабоче-крестьянской Красной армии, призван в г. Чкалов. С июля 1941 г. по март 1942 г. член Военного совета Южного фронта. В марте-августе 1942 г. секретарь ЦК КП(б) Молдавии в Ворошиловграде. Молдавская Энциклопедия дает такую оценку деловым качествам Бородина: «Его деятельность в составе руководства Южного фронта также не была успешной, за что он был выведен из состава Военного совета фронта. Это решение настолько его задело, что он стал агрессивным по отношению к партийным коллегам в руководстве МССР и не только с ними. Некоторым он угрожал исключением из партии и отправкой на фронт, в отношении других применял физическую силу (избил одного представителя НКВД, затем водителя, члена комсомольской организации, несколько раз ударил в лицо секретаря ЦК КП(б)М по агитации и пропаганде С.С. Зеленчука). Петр Бородин совершенно лишился авторитета, и 7 сентября 1942 года Решением Политбюро ЦК КП(б)М был снят с должности первого секретаря после доклада Никиты Салогора, который занял его место». С 27 августа 1942 г. по 28 декабря 1942 г. начальник политического отдела 71-й стрелковой дивизии Карельского фронта. В связи с отменой института военных комиссаров и введения единоначалия в Красной армии в октябре 1942 года переаттестован в майора 28 октября 1942 года. В январе-апреле 1943 г. старший инструктор по организационно-партийной работе политического управления Волховского фронта. С апреля 1943 г. по май 1946 г. заместитель по политической части начальника фронтового управления оборонительного строительства Волховского, Ленинградского, 3-го Прибалтийского фронтов. Демобилизован 5 апреля 1946 г. В июне-августе 1946 г. в распоряжении ЦК КП(б)У в Киеве. С августа 1946 г. начальник Закарпатского областного управления строительных материалов. С июня 1949 г. заведующий отделом плановых, финансовых и торговых органов Закарпатского областного комитета КП(б)У. С сентября 1953 г. заведующий промышленно-транспортным отделом Ровенского обкома КП(б)У в г. Ровно Украинской ССР. С января 1956 г. начальник Ужгородского городского управления строительных материалов. С февраля 1959 г. начальник отдела строительства и архитектуры облпроекта Закарпатской области. С июля 1962 г. начальник монтажного участка № 83 облпотребсоюза. С мая 1963 г. директор кирпично-черепичного завода г. Чоп Закарпатской области УССР. С декабря 1963 г. начальник цеха № 1 кирпично-черепичного заводоуправления. В мае-октябре 1964 г. старший инженер бюро экспертизы городского отдела по делам строительства и архитектуры. С октября 1964 г. инспектор государственного архитектурно-строительного контроля. С марта 1965 г. старший инженер лаборатории Закарпатского треста стройматериалов. С января 1967 г. заведующий лабораторией кирпично-черепичного заводоуправления. С августа 1968 г. инспектор архитектуры филиала Украинского государственного института проектирования городов (Гипроград). С января 1969 г. инженер-инспектор охраны памятников и архитектуры. В марте-октябре 1970 г. на пенсии. С октября 1970 г. инженер техбюро облотдела по делам строительства и архитектуры. В феврале-декабре 1971 г. заведующий лабораторией треста стройматериалов. С декабря 1971 г. по июль 1972 г. на пенсии. В июле-декабре 1972 г. инженер областного отдела по делам строительства и архитектуры. С декабря 1972 г. на пенсии. Умер в Ужгороде в марте 1986.
На XVIII конференции ВКП(б) избирался членом ЦК ВКП(б). С 20 февраля 1941 г. по 5 октября 1952 г. член Центральной Ревизионной Комиссии ВКП(б), С 17 мая 1940 г. по 25 января 1949 г. член ЦК КП(б) Украины. Депутат Верховного Совета СССР 1-го созыва.
Был одним из организаторов двух депортаций молдаван в июне 1940 и июне 1941 в ГУЛАГ

## Воинские звания
Батальонный комиссар — 1941;
Майор — 28.10.1942;

## Награды
Два Ордена Отечественной войны II степени (01.08.1944, 06.04.1985);
Медаль «За оборону Ленинграда»;
Медаль «За победу над Германией в Великой Отечественной войне 1941–1945 гг.» (09.05.1945).